# Sheenjek
La rivière Sheenjek est une rivière d'Alaska aux États-Unis, de 320 kilomètres (199 mi) de long.
Elle prend sa source à l'est de la chaîne Brooks, coule en direction du sud, et se jette dans la rivière Porcupine, elle-même affluent du fleuve Yukon, au nord-est de Fort Yukon. Elle traverse le refuge faunique national des Yukon Flats.

## Affluent
- Koness – 72 miles (116 km)

## Référence
- (en) Cet article est partiellement ou en totalité issu de l’article de Wikipédia en anglais intitulé « Sheenjek River » (voir la liste des auteurs).
- (en) « Sheenjek », Geographic Names Information System